# Liste öffentlicher Kneipp-Anlagen im Landkreis Reutlingen
In der Liste öffentlicher Kneipp-Anlagen im Landkreis Reutlingen sind öffentliche Kneipp-Anlagen für Orte, die zum Landkreis Reutlingen in Baden-Württemberg gehören, aufgeführt. Sie ist primär nach Orten sortiert, unabhängig davon, ob es sich um Ortsteile, Gemeinden oder Städte handelt. Kneipp-Anlagen können laut Kneipp-Bund in Form von Wassertretanlagen oder Armbecken vorliegen und unterliegen grundsätzlich nicht der Trinkwasserverordnung. Kneipp-Anlagen werden häufig künstlich angelegt. Daneben gibt es in den natürlichen Verlauf von Fließgewässern eingebettete Wassertretstellen. Kneippen ist eine Behandlungsmethode der Hydrotherapie, die auf der Grundlage von Sebastian Kneipp angewendet wird. Hierbei wird in kaltem Wasser auf der Stelle geschritten. In Armbecken werden die Arme bis zur Mitte der Oberarme ins kalte Wasser getaucht. Die Liste erhebt keinen Anspruch auf Vollständigkeit.

## Kneipp-Anlagen im Landkreis Reutlingen
Derzeit sind im Landkreis Reutlingen vier öffentliche Kneipp-Anlagen erfasst (Stand: 8. Juni 2021):
| Bild             | Ort         | Beschreibung                                                                                 | ↴ Zufluss / ↳ Abfluss    | Standort           |
| ---------------- | ----------- | -------------------------------------------------------------------------------------------- | ------------------------ | ------------------ |
| (weitere Bilder) | Bad Urach   | Die Bad Uracher Kneippanlage befindet sich im Maisental, direkt neben einem Wanderparkplatz. |                          | ⊙ Hochsträß        |
| (weitere Bilder) | Erpfingen   | Kneipp-Anlage im Kurgarten Erpfingen.                                                        | ↴↳ Erpf                  | ⊙ L 382            |
| (weitere Bilder) | Honau       | Kneipp-Anlage in der Echaz in Lichtenstein-Honau                                             | ↴ Föhnerquelle / ↳ Echaz | ⊙ Forellenweg      |
| (weitere Bilder) | Unterhausen | Kneipp-Anlage an der Reißenbachquelle bei Lichtenstein-Unterhausen                           | ↴↳ Reißenbach            | ⊙ Reißenbachquelle |